# Moshé Dayán
Moshé Dayán (en hebreo: משה דיין‎) (Degania Álef, Imperio otomano, 20 de mayo de 1915-Tel Aviv, Israel, 16 de octubre de 1981) fue un político y militar israelí. Combatió en la Segunda Guerra Mundial; fue Comandante del frente Jerusalén en la guerra de Independencia de Israel (1948); jefe de Estado Mayor de las Fuerzas de Defensa de Israel (FDI) durante la Crisis de Suez (1956); y principalmente fue ministro de Defensa durante la aplastante victoria israelí en las guerras de los Seis Días (1967) y de Yom Kipur (1973), con un nuevo triunfo militar para Israel y posteriores beneficios políticos para Israel y Egipto (1979).
También ocupó el cargo de ministro de Agricultura y ministro de Relaciones Exteriores durante los Gobiernos de David Ben-Gurión y Menájem Beguin, respectivamente.
Aclamado como un estratega militar extraordinario, el papel crucial que jugó en la guerra de los Seis Días consolidó su imagen de «militar infalible», imagen que se vio reforzada por su desempeño en anteriores conflictos y su sólida carrera militar, participando en un total de cinco guerras y dirigiendo dos de ellas.

## Biografía

### Primeros años

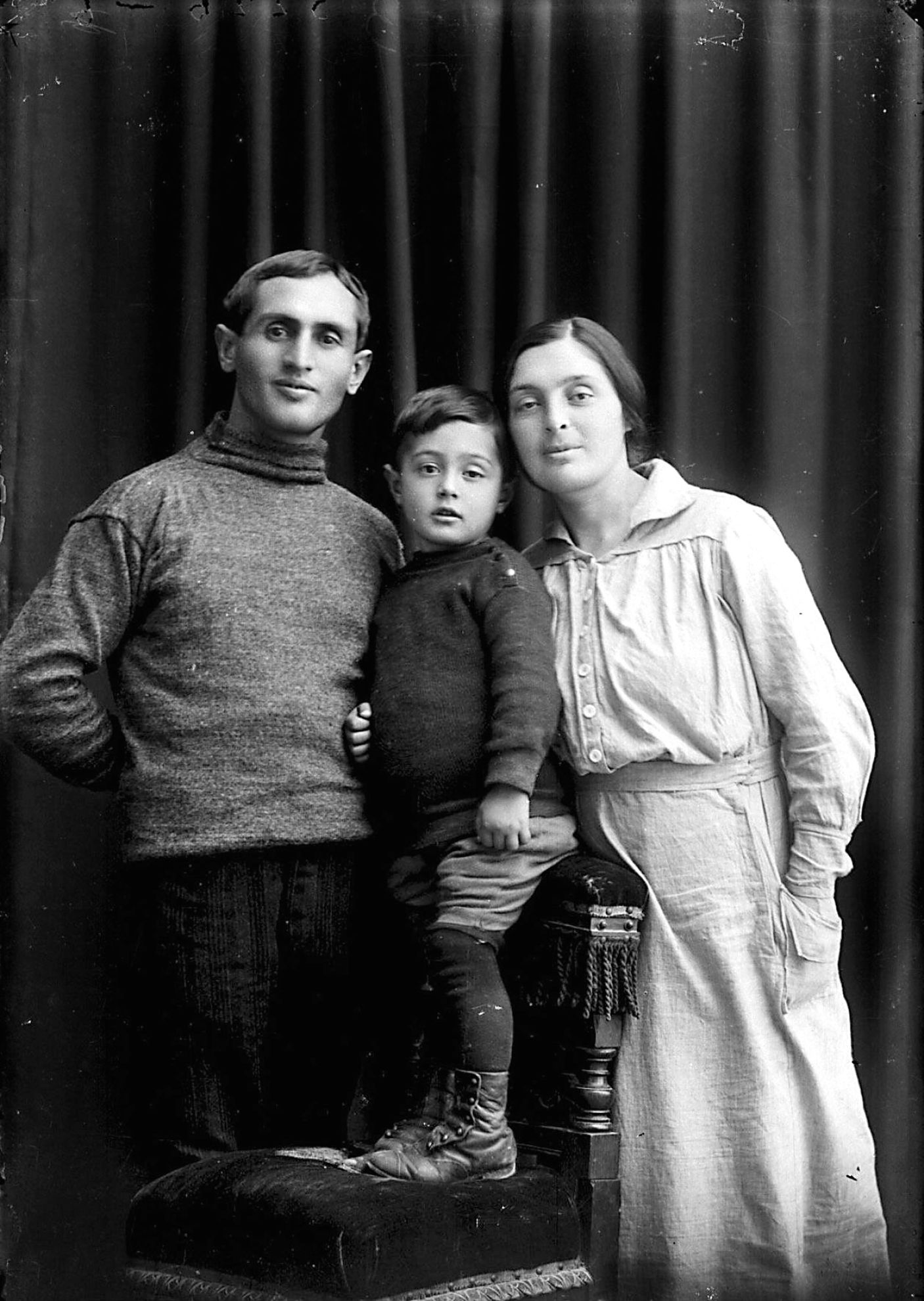
Moshé Dayán con sus padres, Dvora y Shmuel Dayán, 1918

Moshé Dayán, uno de los tres hijos de Shmuel y Dvora Dayán, inmigrantes judíos ucranianos de Zhashkiv, (entonces Rusia zarista) nació el 20 de mayo de 1915 en el Kibutz Degania Alef, cerca del Kineret en el por entonces valiato de Beirut, bajo el control del Imperio otomano. El kibutz Degania Alef, fue el primer kibutz establecido por judíos en la Tierra de Israel, fundado en 1909 por diez hombres y dos mujeres liderados por Joseph Baratz.
Moshé fue el segundo niño nacido en Degania, después de Gideon Baratz. Fue nombrado Moshé (Moisés) en honor a Moshé Barsky, el primer miembro de un kibutz en ser asesinado por un árabe, una redada no militarista asociada con un crimen de odio, el cual se considera el primer ataque terrorista islamista. En 1921, la familia Dayán se mudó a Nahalal —el primer moshav creado en Israel— donde Moshé se graduó en la escuela primaria y la escuela agrícola integral allí. Después de graduarse de la escuela, se unió a un grupo de trabajadores agrícolas conocido como el "Grupo Samaria".

## Carrera militar
Desde los catorce años participó en misiones relacionadas con el mantenimiento de la seguridad del moshav, en las cuales se puso en contacto con miembros de la organización paramilitar judía Haganá, que agrupó a los granjeros judíos tras los motines árabes de 1929. En 1936 comenzó otra ola de insurrecciones árabes, motivo por el cual las autoridades del mandato británico autorizaron la creación de la Policía de asentamientos judíos (en hebreo: משטרת היישובים העבריים‎, Mishteret HaYishuvim HaIvriyim). Incluía miembros de la Haganá, entonces llamados "Rangers". Dayán, que ese mismo año recibió entrenamiento militar en el ejército británico, se alistó a la Policía de asentamientos. En diciembre de 1937, asistió a un curso de comandantes de pelotón dirigido por Yitzhak Sadeh, en el cual uno de los participantes fue Igal Alón.
En 1938-1939 fue miembro de las fuerzas de élite Fosh (en hebreo: פו"ש‎, acrónimo para Plugot Sadeh (en hebreo: פלוגות השדה‎), "Unidades terrestres") lideradas por Sadeh, y los Escuadrones Especiales Nocturnos (SNS) liderados por Orde Wingate. Durante este período aprendió los principios básicos de las tácticas de combate ofensivo, lo que le fue útil y llevó a cabo a lo largo de su carrera militar.
Debido al papel activo de la Haganá en la recepción de inmigrantes judíos ilegalmente en el protectorado, el gobierno británico declaró ilegal la organización. Dayán, para entonces sargento, fue detenido y encarcelado el 5 de octubre de 1939, junto con otros 42 policías judíos por posesión ilegal de armas. Un tribunal británico lo condenó a diez años de prisión, que comenzó a cumplir en la prisión de Akko. Sin embargo, con el estallido de la Segunda Guerra Mundial, el ejército británico comenzó a necesitar el apoyo de la comunidad judía en el mandato. El 22 de febrero de 1940 fueron trasladados de la prisión de Akko al campo de detención de Mizraa, al norte de Akko, que era un espacio abierto y las condiciones eran mejores. En este contexto se acordó, entre el liderazgo de la comunidad judía y las autoridades británicas, una cooperación entre la clandestinidad judía y el ejército británico, acordando la liberación de los 43 prisioneros el 17 de febrero de 1941, entre los que se encontraba Dayán.

### Segunda Guerra Mundial
Tras la liberación de la prisión, Dayán junto con buena parte de sus compañeros, se sumó a las fuerzas aliadas en la Segunda Guerra Mundial. La situación en el Medio Oriente era peligrosa. En Irak, el levantamiento pronazi de Rashid Ali al-Gailani contra el mandato británico de Mesopotamia comenzó; en el Desierto Líbico, los ejércitos del Eje avanzaban hacia Egipto y el Mandato británico de Palestina; y en la República de Siria y el Líbano Francés, que estaban bajo Mandato francés de Siria, comandaron el ejército francés de Vichy, del régimen cooperativo del mariscal Pétain.
Bajo estas circunstancias, Yitzhak Sadeh y otros comenzaron a organizar con la Haganá compañías de asalto —el Palmaj—, que ayudarian a las operaciones de reconocimiento británicas y a pequeños combates. Dayán fue nombrado por Yitzhak Sadeh comandante del Escuadrón Palmaj Beth (en hebreo: פְּלוּגָה פל' ב‎), mientras que Igal Alón lo sería del Escuadrón Palmaj Alef (en hebreo: פְּלוּגָה פל' א‎).
En junio de 1941 Dayán se unió a la 7.ª División de Infantería de Australia durante la Operación Exportador, en acciones contra el ejército que respondía a la Francia de Vichy en Siria y Líbano, impidiendo que los puentes sobre el río Litani fueran volados, lo que permitió que las fuerzas británicas continuaran su avance a Beirut. Durante esta operación, Dayán sufrió un impacto en los binoculares de un francotirador francés, perdiendo el ojo izquierdo y sufriendo tales daños físicos que se vería obligado a llevar su característico parche. Por su participación en esta operación, Dayán recibió la Orden de Servicios Distinguidos, una de las más altas condecoraciones militares británicas.
Después de recuperarse de sus heridas, Dayán regresó al moshav Nahalal donde participó en diversas actividades en el marco de la organización Haganá y la Agencia Judía. Otro de sus movimientos, fue el de comandar una red de estaciones de radiodifusión secretas desplegadas en todo el territorio del mandato, en apoyo a los británicos en su lucha contra los alemanes y sus aliados en el Oriente Medio. Tras la finalización de la Segunda Guerra Mundial, en 1945 se mudó a Tel Aviv, y en diciembre de 1946 fue a Basilea, Suiza, para servir como delegado en el XXII Congreso Sionista. Durante estos años (1939-1945) nacieron los tres hijos de Dayán: el mayor, Yael, Ehud (Udi) y Assaf (Assi). En febrero de 1947 fue llamado por Yaakov Dori, que entonces era el Comandante en jefe de las Fuerzas de Defensa de Israel, para servir como "Oficial asesor de asuntos árabes". Todo el mundo tenía claro que la Guerra de la Independencia era inminente.

### Guerra de Independencia de Israel
En abril de 1948, tras la batalla de Ramat Yohanan, las fuerzas judías derrotaron en el valle de Zvulon al batallón druso "Jabal al-Arab", aliado al Ejército Árabe de Liberación. Poco después de dicho combate, Dayán participó en conversaciones secretas con los comandantes drusos, con el fin de realizar un "pacto de sangre", gracias al cual fue posible iniciar la colaboración judeo-drusa, llegando a un acuerdo de no agresión con los drusos para toda la Guerra de Independencia. Estas conversaciones fueron extremadamente difíciles para Dayán, ya que su hermano menor, Sorik, cayó en referido combate. Las conversaciones finalmente concluyeron con el compromiso de mutua cooperación.
Tan pronto como comenzó la Guerra de Independencia, Dayán, con el rango de Rav Seren (רב סרן; equivalente a mayor) fue enviado al kibutz donde nació, Degania Alef. Participó en la Batalla del Valle de Kinarot, deteniendo el avance de las tropas sirias. 

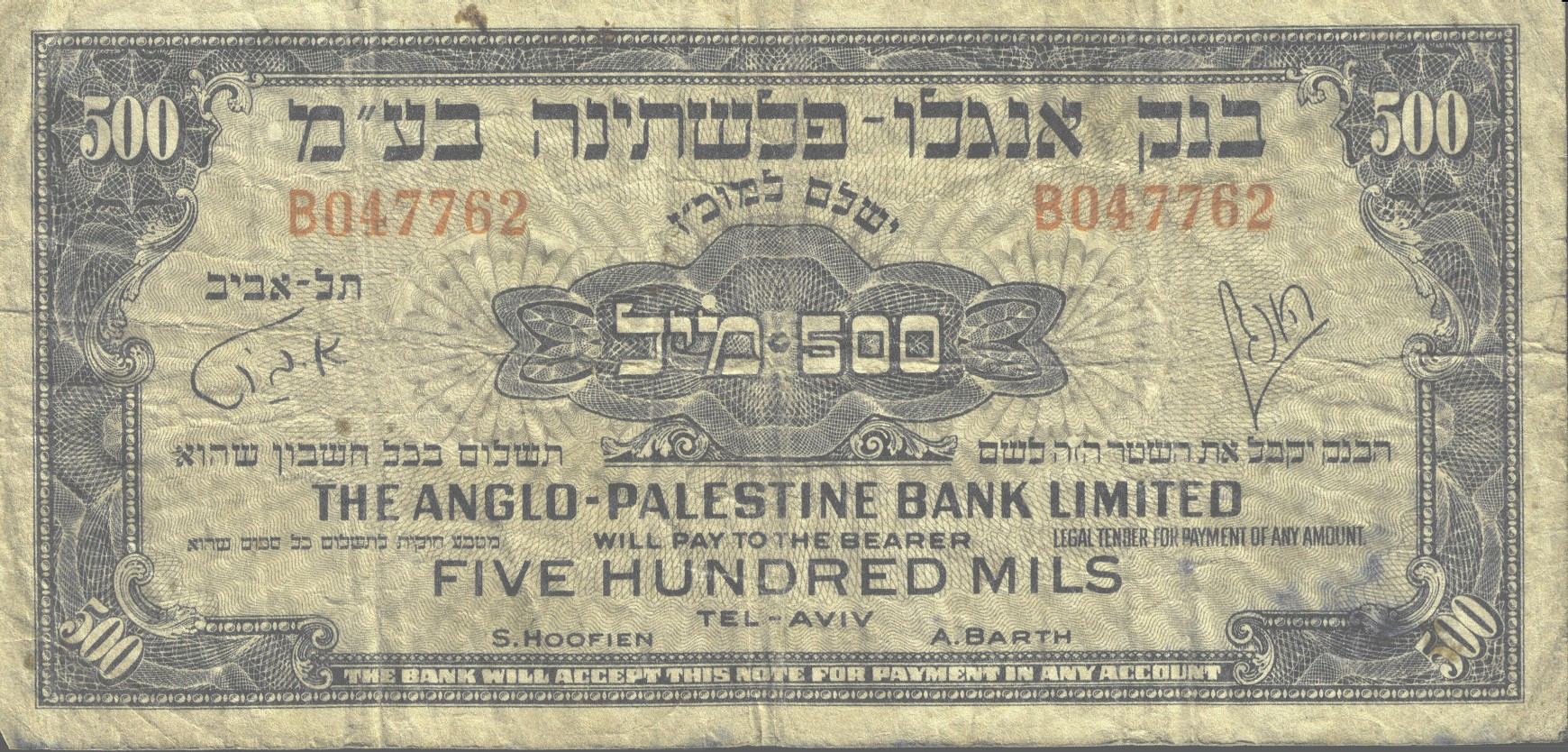
Primeros billetes de Israel, transportados en maletas por Moshé Dayán.

En junio de 1948, la Organización de las Naciones Unidas proclamó una tregua de un mes, del 11 de junio al 9 de julio. Durante la tregua viajó a Estados Unidos para asistir al funeral del general David Marcus, un oficial judío estadounidense que se había ofrecido como voluntario para ayudar a las FDI en la guerra contra los árabes, murió accidentalmente. El coronel Marcus había comandado la lucha contra la Legión Árabe en las montañas de Jerusalén. El entierro fue en West Point, la academia militar donde había recibido su formación como oficial. Moshé Dayán y Yossi Harel son designados para acompañar el féretro hasta su lugar de descanso final. En el camino de regreso a Israel, acepta una importante misión, pero no precisamente de carácter militar. Transporta a Israel maletas llenas de los primeros billetes del Estado de Israel que se imprimieron en los Estados Unidos.

#### Batallón 89.º
A su regreso, Dayán tomó el mando de la 89.ª Brigada Acorazada durante las batallas de los Diez Días de la 8.ª División Blindada comandada por Yitzhak Sadeh. La misión de este batallón es realizar incursiones profundas en terreno enemigo. El propio Dayán elige a sus hombres que provienen de cuatro orígenes: camaradas de Nahalal y otras aldeas del Emeq Yizreel; miembros de Lehi disueltos después de la proclamación del Estado de Israel y la formación de las Fuerzas de Defensa de Israel; veteranos de las unidades de operaciones de la Haganá de Tel Aviv que quedaron disponibles tras la captura de Jafo; y voluntarios judíos de la diáspora que vinieron a apoyar a sus hermanos en guerra. El batallón está equipado con Jeeps armados con ametralladoras y orugas, adquiridos en los Estados Unidos a comerciantes de chatarra.

##### Operación Danny

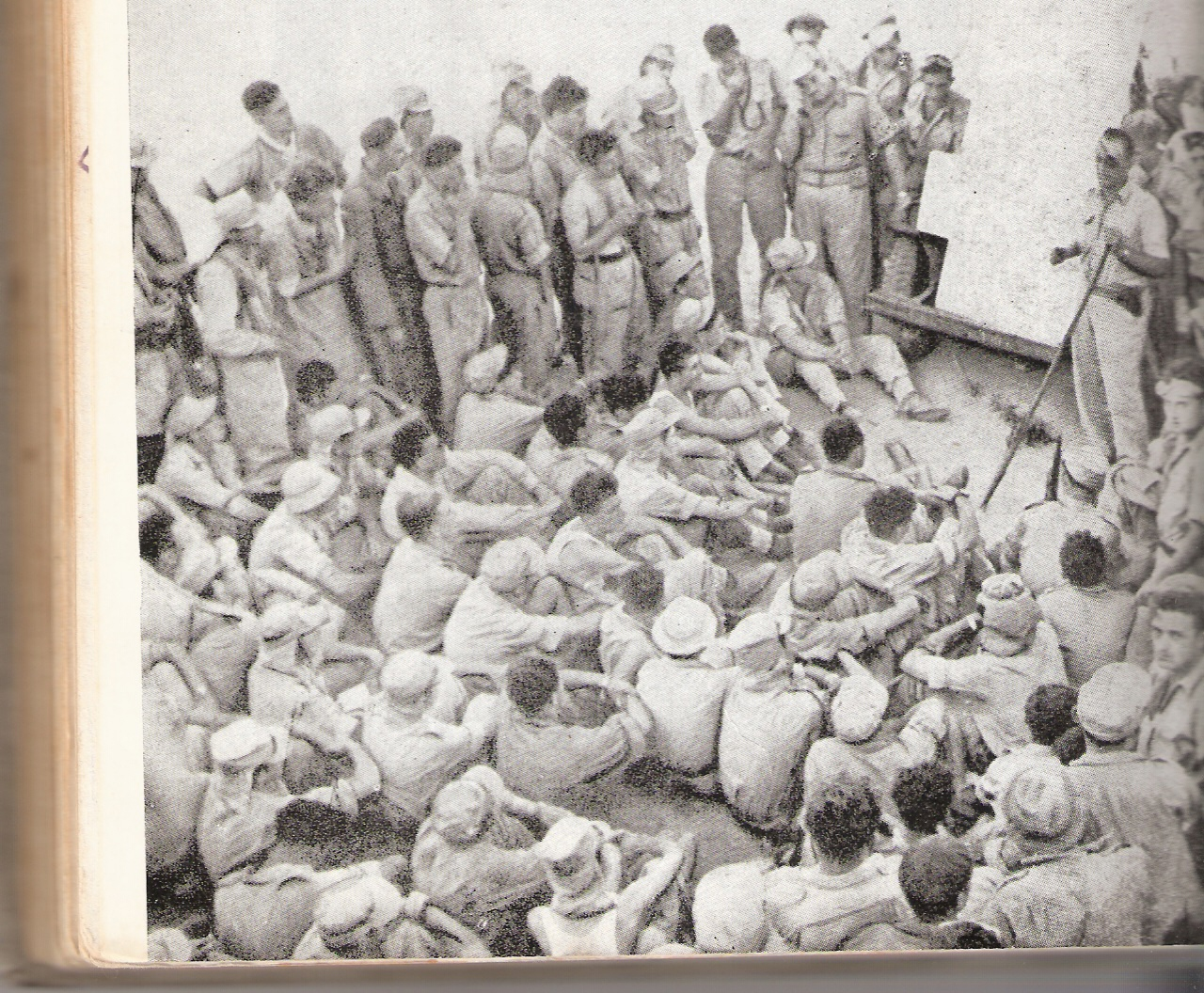
Moshé Dayán da instrucciones a sus soldados del 89.º Batallón de Incursión Motorizada antes de la captura de Lod en la Operación Danny

Durante la tregua, las FDI se fortalecieron significativamente, llegaron cantidades significativas de armamento a Israel, incluidos tanques, armas y aviones de combate. Dayán estaba preparado para iniciar la Operación Danny, una de las principales operaciones del ejército en la Guerra de la Independencia, que fue llevada a cabo entre el 10 y el 18 de julio de 1948. La operación se consideró un gran éxito tras la captura de Lod y Ramla, ya que las fuerzas de la Legión Árabe estaban estacionadas en estas poblaciones, cerca del corazón judío, Tel Aviv. En plena batalla, el 11 de julio, Dayán encabezó una atrevida incursión con una compañía de Jeeps, tras lo cual controló la situación en Lod. Tras estos enfrentamientos, las fuerzas de la Legión Árabe se replegaron considerablemente del centro del país, y especialmente de Gush Dan.

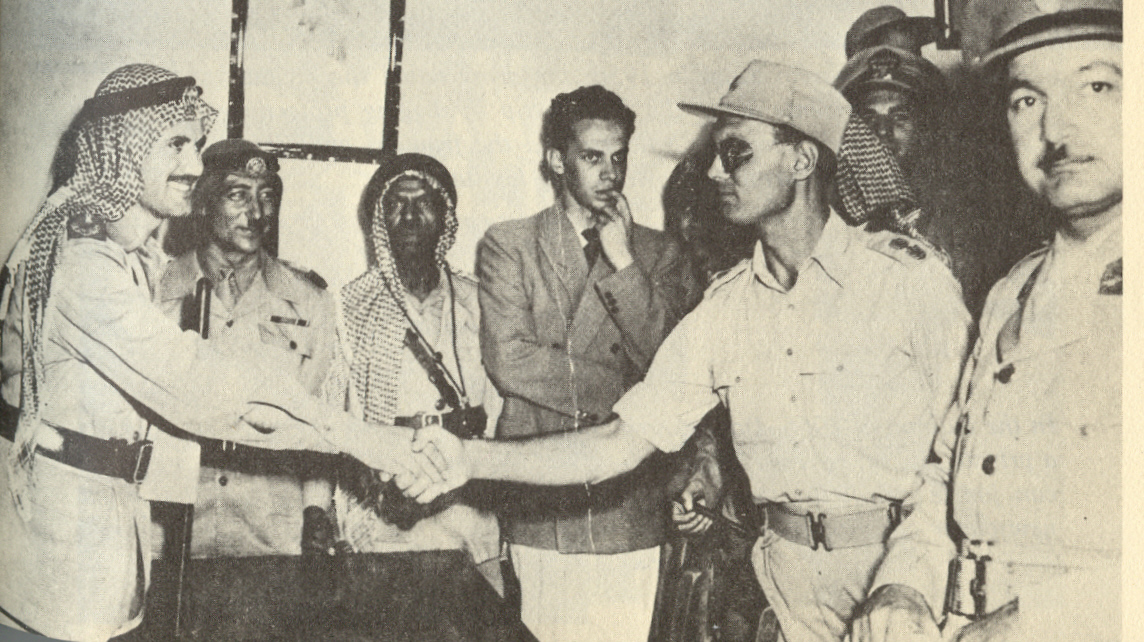
Abdullah el-Tell y Moshé Dayán llegan a un acuerdo de alto el fuego, Jerusalén, 30 de noviembre de 1948

Después de la Operación Danny, el batallón de Dayán fue trasladado al Frente sur, y entre el 16 y el 18 de julio, Dayán participó en la Operación Muerte al Invasor (en hebreo: מִבְצָע מָוֶוֶת לַפּוֹלֵשׁ‎, Mivtzá Mavet LaPolesh), donde luchó contra las fuerzas egipcias. El 1 de agosto fue ascendido a teniente coronel y tomó el mando de la Brigada Etzioni que opera en el área de Jerusalén. En la noche del 17 al 18 de agosto tomó posiciones en la zona desmilitarizada, pero al amanecer los árabes dispararon artillería contra sus posiciones, lo que obligó a la brigada a retirarse. Este enfrentamiento se considera el mayor fracaso militar en la carrera de Dayán. Más tarde intervino en importantes negociaciones con el rey Abdullah I y Abdullah el-Tell sobre el futuro estatus de Jerusalén. En marzo de 1949, participó en las negociaciones con la delegación de Transjordania, que tuvo lugar en la isla de Rodas. El 3 de abril de 1949 se firmó el acuerdo entre los representantes. La delegación estuvo encabezada por el Dr. Walter Eytan, y además de Dayán, Reuven Shiloah se unió a la delegación.

### Camino a jefe de Estado Mayor
Después de la guerra, Dayán se postuló e incluso fue elegido para la primera Knéset en la lista del Mapai, mientras que resultó elegido en el décimo lugar en la lista de la Knéset. Pero a petición del primer ministro David Ben-Gurión, permaneció en las FDI y, en octubre de 1949, Dayán fue nombrado jefe del Comando Sur, con el rango de Aluf (mayor general, en las FDI equivalente a general). La posguerra fue un período de calma, durante el cual Dayán tomó un curso de comandantes de batallón de nueve meses en paralelo con su servicio como comandante en jefe. Al finalizar el curso, fue enviado a completar sus estudios militares para comandantes superiores en Gran Bretaña. A su regreso, en mayo de 1952, fue nombrado Comandante en Jefe del Comando Norte, cargo en el que se desempeñó durante unos seis meses.
A su regreso, en diciembre de 1952, tras la dimisión del jefe de Estado Mayor Yigael Yadin, Dayán fue designado por el nuevo jefe de Estado Mayor, Mordejai Maklef, para dirigir la Dirección de Operaciones.
Durante este período, el flamante Estado de Israel estuvo constantemente plagado de ataques de infiltración y sabotaje árabes. Dayán resolvió este problema con operaciones militares a gran escala a través de operaciones de represalia creando para este propósito la Unidad 101 bajo el mando de Ariel Sharon, evitando así la continuación de los ataques terroristas árabes.

### Ramatcal
El 6 de diciembre de 1953 Dayán fue elegido Ramatcal (Jefe del Estado Mayor del Ejército Israelí) y al día siguiente, Ben-Gurión se retiró como primer ministro y ministro de defensa, transfiriendo el cargo de primer ministro a Moshé Sharet, y el de ministro de defensa a Pinchas Lavon. En ese momento, el territorio del Estado de Israel fue constantemente hostigado por ataques de terroristas árabes. Dayán creía que este problema debería resolverse con operaciones militares a gran escala que destruirían sus bases, evitando así los continuos ataques a Israel.

#### Escalada hacia la Crisis de Suez
El 25 de febrero de 1955, un ataque de terroristas palestinos causó la muerte de un ciclista israelí en la ciudad de Rehovot. A uno de los atacantes se le encontró documentación que le relacionaba con la inteligencia militar egipcia. El 28 de ese mismo mes, Dayán ordenó a las fuerzas especiales, bajo el mando de Ariel Sharón, lanzar una serie de operaciones de represalia en Gaza bajo ocupación egipcia, conocidas como Operación Flecha Negra, en la que murieron unos 37 soldados egipcios, siendo el peor enfrentamiento entre Israel y Egipto desde el cese de las hostilidades en 1949.

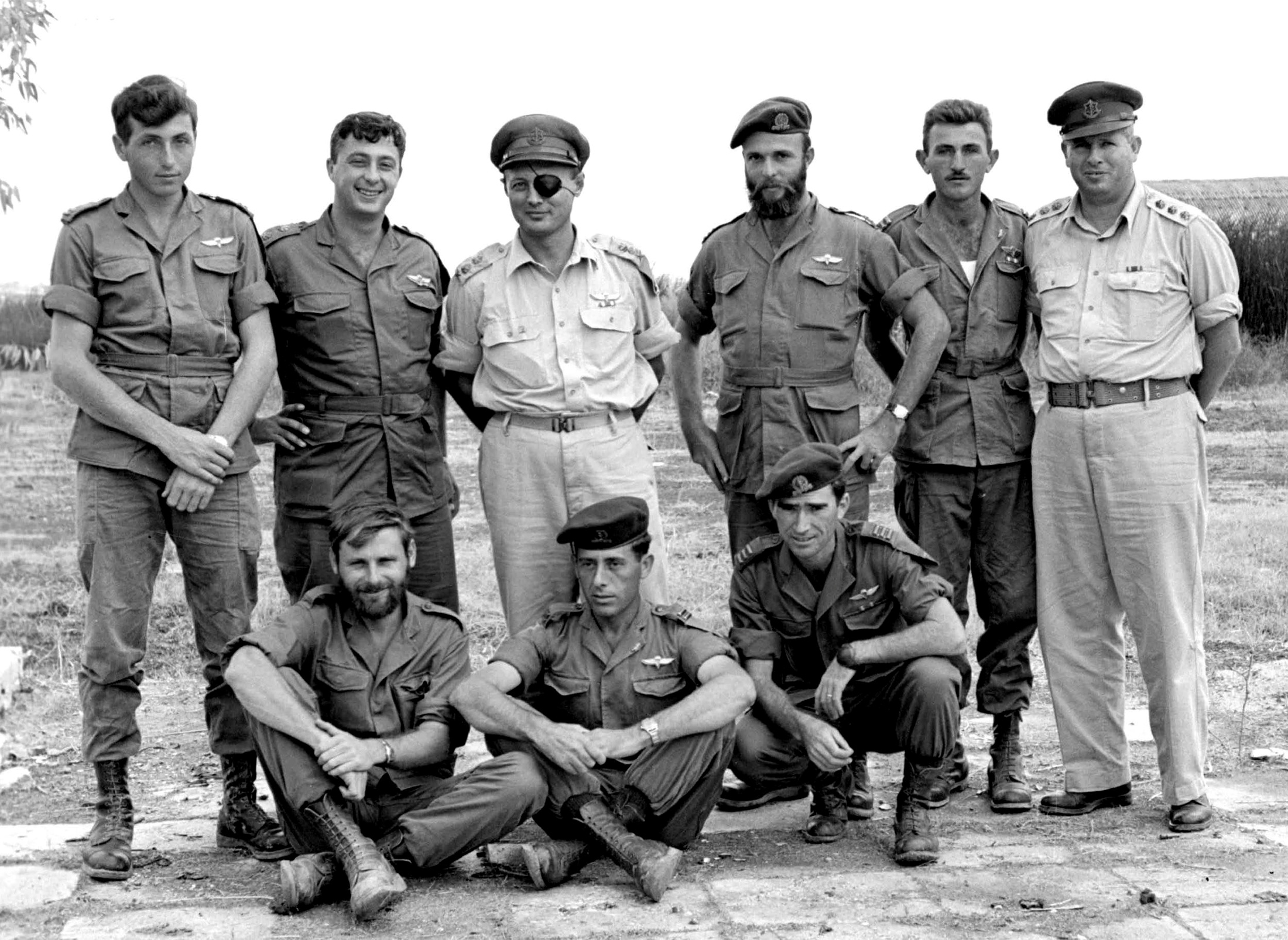
Comandantes israelíes posan junto a Moshé Dayán después de la Operación Egged.

A finales de agosto de 1955, ataques de terroristas patrocinados por Egipto cerca de las ciudades israelíes de Rishon LeZion y Rejovot causaron la muerte de once israelíes. Por lo tanto, Dayán decidió realizar una nueva operación de represalia, de mayor alcance y tamaño que cualquier otra operación emprendida anteriormente. Esta tuvo lugar en Jan Yunis el 31 de agosto de ese mismo año (Operación Elkayam), en respuesta al terrorismo árabe. En estas acciones bajo el mando de Mordechai Gur, produjeron la baja de 72 soldados egipcios.
Nuevas acciones tuvieron lugar, esta vez en Kuntilla, tras una nueva agresión egipcia, asaltando un pequeño puesto de avanzada israelí en Be'erotayim, ubicado en el sector sur de la zona desmilitarizada de Nitzana. Moshé Dayán autorizó otra represalia inmediata con la Operación Egged. En la noche del 28 al 29 de octubre de 1955, doscientos paracaidistas comandados por Ariel Sharon atacaron el puesto de Kuntilla en la que las fuerzas egipcias sufrieron otras 12 muertes y 29 capturados.
El 2 de noviembre, en Nitzana, durante la Operación Volcán, fueron eliminandos 81 soldados egipcios. El 11 de diciembre, se lanzó la Operación Hojas de Olivo, en la que se destruyeron varias posiciones sirias en la costa oriental del Kinneret. Cuarenta y ocho soldados sirios murieron.
En octubre de 1956 estuvo a cargo de las operaciones de penetración militar en la Franja de Gaza y la península del Sinaí durante la crisis del canal de Suez, que el gobierno de Gamal Abdel Nasser había nacionalizado y cerrado al tráfico israelí. Dicha operación, concertada con los gobiernos británico y francés, le reportó amplio reconocimiento popular.
En diciembre del mismo año, se llevó a cabo una operación similar contra Siria. En el verano de 1956, el conflicto en la frontera jordana se intensificó.

### Guerra de los Seis Días
En 1958 se retiró del ejército para dedicarse a la política; al año siguiente entró en el Mapai, el bloque de izquierda liderado por David Ben Gurión. Fue ministro de Agricultura hasta 1964. En junio de 1967, cuando la tercera guerra entre Israel y la Liga Árabe parecía inminente, fue nombrado ministro de Defensa por el primer ministro Levi Eshkol y supervisó las operaciones de la guerra de los Seis Días, encargado de los planes estratégicos. En dicha contienda se consolidó como un estratega militar brillante.

### Servicio como ministro de Asuntos Exteriores

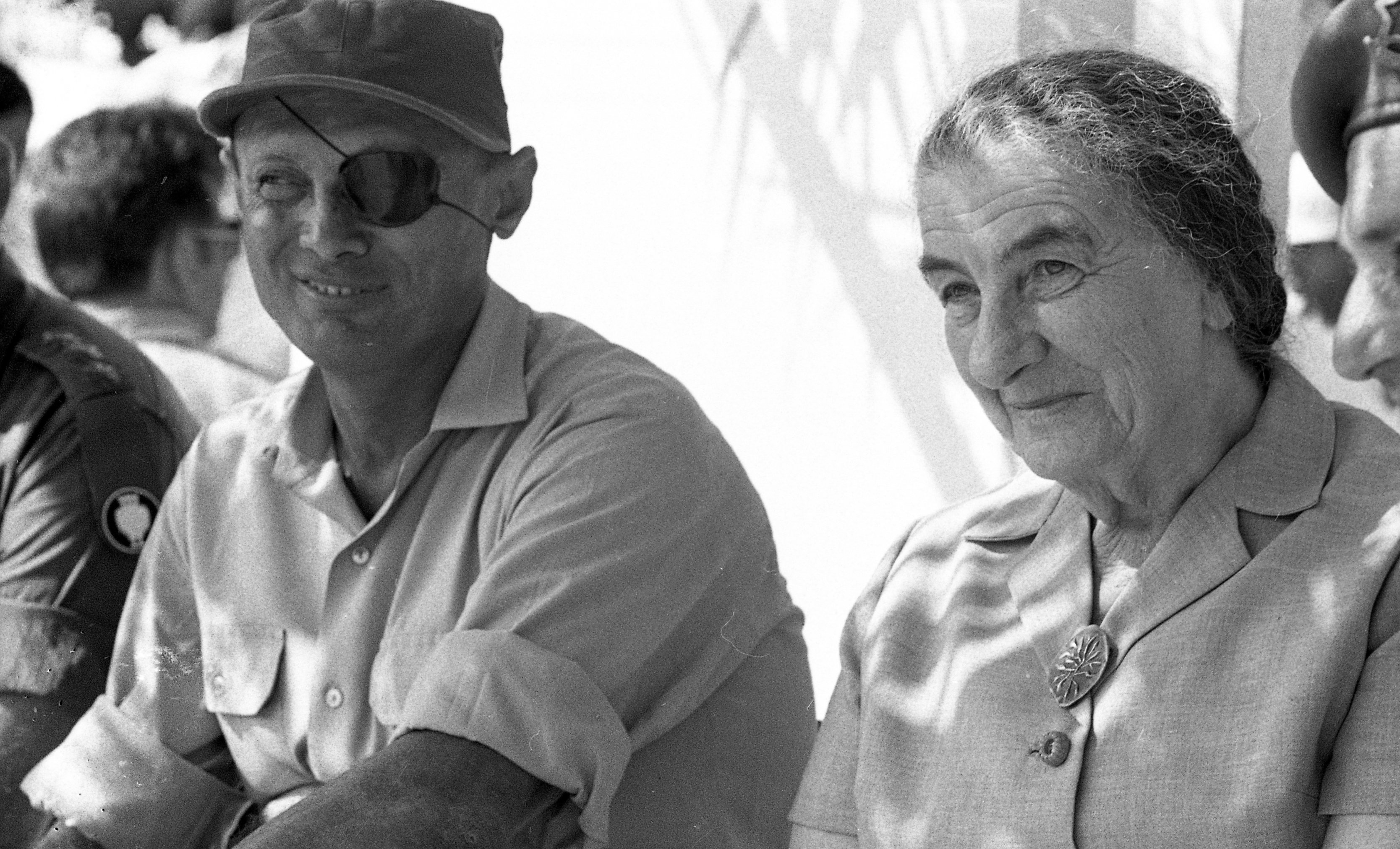
Moshé Dayán con Golda Meir, 1969

Regresó al primer plano de la actualidad política en 1977, cuando fue nombrado Ministro de Asuntos Exteriores por el entonces primer ministro Menájem Beguin, un cambio hacia la derecha que fue interpretado por muchos de sus antiguos compañeros como una traición. Durante sus años al frente de esta cartera fue uno de los arquitectos de los acuerdos de Camp David, que sellaron la paz con Egipto. En octubre de 1979, tras enfrentarse a Menájem Beguin por su política en los territorios ocupados de Cisjordania —sobre los que Beguin no deseaba entrar en negociaciones con los refugiados palestinos—, presentó la dimisión.

### Deceso
En 1981 Dayán formó un nuevo partido, Télem, que proponía la cesión incondicional y unilateral de los territorios ocupados. Fue elegido en la Knéset por Télem, pero complicaciones consiguientes a un cáncer de colon le causaron la muerte en Tel Aviv poco más tarde.

## Vida privada
En 1934, en una escuela agrícola, conoció a Ruth Schwartz, con quien se casó un año después. Tuvieron tres hijos: Yael, Ehud y Assi.